# Me and My Gal
Pour plus de détails, voir Fiche technique et Distribution.
Me and My Gal est un film américain réalisé par Raoul Walsh et sorti en 1932.

## Synopsis
Danny Dolan, un jeune policier, qui s'occupe du secteur des quais de New York, est attiré par la serveuse du bar, Helen Riley. La sœur de celle-ci, Kate, doit bientôt se marier. Mais elle fut autrefois la maîtresse d'un dangereux gangster, Duke. Le jour où celui-ci débarque à nouveau dans le quartier, les ennuis commencent pour tout le monde...

## Fiche technique
- Titre original : Me and My Gal
- Réalisation : Raoul Walsh
- Scénario : Arthur Kober, d'après une histoire de Philip Klein et Barry Conners
- Direction artistique : Gordon Wiles
- Costumes : Rita Kaufman
- Photographie : Arthur C. Miller
- Son : George Leverett
- Montage : Jack Murray
- Société de production : Fox Film Corporation
- Société de distribution : Fox Film Corporation
- Pays d’origine :  États-Unis
- Langue originale : anglais
- Format : noir et blanc — 35 mm — 1,37:1 — son Mono (Western Electric System)
- Genre : Comédie dramatique
- Durée : 79 minutes
- Date de sortie :
  - États-Unis : 4 décembre 1932

## Distribution
- Spencer Tracy : Danny Dolan
- Joan Bennett : Helen Riley
- Marion Burns : Kate Riley
- George Walsh : Duke Castenega
- J. Farrell MacDonald : "Pop" Riley
- Noel Madison : "Baby Face"
- Henry B. Walthall : Sarge
- Bert Hanlon : Jake
- Adrian Morris : Allen
- George Chandler : Eddie Collins
- Hank Mann : Hank
- Billy Bevan : Ashley

Acteurs non crédités
- Emmett Corrigan : Capitaine de police
- Roger Imhof : un client